# Accipiter henstii
El azor malgache o azor de Henst (Accipiter henstii) es una especie de ave accipitriforme de la familia Accipitridae.
Es endémica de Madagascar. Su hábitat natural son los bosques secos, bosques húmedos de tierras bajas, bosques montanos y plantaciones.
Está amenazada por pérdida de hábitat.